# 福神汽船
福神汽船株式会社（ふくじんきせん）は、愛媛県今治市に本社を置く日本の海運会社。バラ積み船･チップ船･コンテナ船などを保有し、貸付･管理などを行っている。

## 事業所
- 本社 - 愛媛県今治市北日吉町2丁目8番55号
- 東京事務所 - 東京都港区新橋4丁目5番1号 アーバン新橋ビル6階
- 上海事務所 - 中華人民共和国上海市
- マニラ事務所 - フィリピン共和国マニラ
- 釜山事務所 - 大韓民国釜山広域市

## 沿革
- 1875年 - 瀬野慶治が波方村（現:今治市波方町）において海運業を創業。
- 1882年 - 瀬野利吉が千石船を建造。
- 1907年 - 瀬野利一が家業を引き継ぎ、以来帆船から機帆船へと変遷を経て常時2、3隻の船を所有。
- 1919年 - 初代「福神丸」を建造。
- 1949年 - 瀬野房之助が家業を引継ぎ、海運業に従事。
- 1954年 - 鋼船「新東北丸」を買船して、初めて汽船部門を開設。
- 1956年 - 福神汽船株式会社設立。中村汽船より鋼船「日吉丸」（後に「福神丸」に改称）を買船。
- 1959年 - 鋼船新造第一船として「新福神丸」を新造。
- 1962年 - 機帆船を全船売船。
- 1968年 - 「豊福神丸」を建造。
- 1996年 - 船舶安全管理システム適合証書取得。
- 2001年 - 瀬野利之が代表取締役社長に就任。
- 2004年 - 今治市北日吉町に新社屋を建築。
- 2006年 - 環境マネジメントシステムISO14001認証取得。
- 2007年 - 今治市中日吉町にマンション「Fコート」新築。コンテナ船（99,214DWT）就航。
- 2010年 - VLOC（250,877DWT）就航。
- 2016年 - 新社屋を増築。日本船籍船就航。
- 2018年 - 今治市中日吉町にマンション「Kコート」新築。

## 所有船舶
- バラ積み船 - 6隻
- コンテナ船 - 6隻
- チップ船 - 1隻
- 石油製品タンカー - 6隻